# Колбівці
Колбівці (словац. Kolbovce) — село в Словаччині, Стропковському окрузі Пряшівського краю. Розташоване в північно-східній частині Словаччини. Протікає річка Бруснічка.
Уперше згадується у 1408 році.

## Пам'ятки
У селі є греко-католицька церква святих Кузьми та Дем'яна з 1831 року в стилі класицизму, перебудована в 1945, з 1988 року національна культурна пам'ятка.

## Населення
| Рік:            | 1993 | 2003     | 2013     | 2023    |
| --------------- | ---- | -------- | -------- | ------- |
| Кількість осіб: | 143  | 179      | 198      | 188     |
| Різниця:        |      | +25,17 % | +10,61 % | -5,05 % |

| Рік:            | 2022 | 2023    |
| --------------- | ---- | ------- |
| Кількість осіб: | 183  | 188     |
| Різниця:        |      | +2,73 % |

В селі проживає 182 осіб.
Національний склад населення (за даними останнього перепису населення — 2001 року):
- словаки — 82,87 %
- русини — 11,05 %
- українці — 3,31 %

Склад населення за приналежністю до релігії станом на 2001 рік:
- греко-католики — 80,11 %,
- православні — 11,60 %,
- римо-католики — 4,97 %,
- не вважають себе віруючими або не належать до жодної вищезгаданої церкви: 3,31 %